# Gamera vs. Gyaos
Gamera vs. Gyaos (大怪獣空中戦 ガメラ対ギャオス Daikaijū kūchūsen: Gamera tai Gyaosu?), conocida en España como Gamera contra Gaos, el terror de la noche, es una película japonesa del género kaiju de 1967 dirigida por Noriaki Yuasa, escrita por Fumi Takahashi y producida por Daiei Film. Es la tercera entrega en la serie de películas de Gamera, después de Gamera vs. Barugon. Es protagonizada por Kojiro Hongo, Kichijiro Ueda, Tatsuemon Kanamura, Reiko Kasahara y Naoyuki Abe, con Teruo Aragaki interpretando al monstruo tortuga gigante Gamera. 
Gamera vs. Gyaos fue estrenada en cines el 15 de marzo de 1967. Fue sucedida por Gamera vs. Viras al año siguiente. 

## Argumento
Una serie de misteriosas erupciones volcánicas en Japón afectan los vuelos marítimos y aéreos. Una erupción en el Monte Fuji atrae a la tortuga gigante kaiju Gamera, cuya llegada es presenciada por un joven llamado Eiichi. Un equipo de investigación de geólogos es enviado a investigar el fenómeno en la prefectura de Shizuokaa, pero mueren por un rayo supersónico emitido desde una cueva que corta su helicóptero en dos. Un periodista, Okabe, viaja a un pueblo cercano para investigar. Los planes de Chuo Expressway Corporation para construir una carretera enfrentan desafíos cuando los aldeanos locales se niegan a irse. La resistencia es una estratagema para aumentar la oferta por el terreno. Los lugareños rechazan al capataz, Shiro Tsutsumi, y su equipo cuando Okabe pasa sigilosamente.
Eiichi encuentra a Okabe en el bosque y lo lleva a una cueva donde podría estar Gamera. Okabe abandona a Eiichi cuando la cueva se derrumba y es devorado por una criatura alada. Gamera emerge y salva a Eiichi de la bestia alada, pero resulta herido en el proceso por su rayo supersónico. Mientras lo entrevistan el Dr. Aoki y las autoridades, Eiichi nombra al monstruo alado "Gyaos". El Dr. Aoki deduce que fue despertado por las erupciones volcánicas, que puede producir un rayo supersónico debido a una lengua bífida y que no puede girar la cabeza debido a que tiene dos espinas. Un ataque aéreo diurno no logra neutralizar a Gyaos debido a su rayo. Mientras tanto, Gamera se recupera de sus heridas bajo el mar.
Durante una reunión, los aldeanos se dividen sobre si vender su tierra o no debido a Gyaos. La tripulación de Shiro, salvo dos, renunció debido a Gyaos. A pesar de las afirmaciones de Eiichi de que Gyaos es nocturno, Gyaos ignora las bengalas militares y ataca Nagoya. Gamera aparece y lucha contra Gyaos una vez más, mordiéndole los dedos de los pies en el proceso. El Dr. Aoki descubre que la exposición a la luz ultravioleta, como al sol, hace que los dedos de los pies se encojan. Se elabora un plan para desorientar a Gyaos con una plataforma giratoria durante el tiempo suficiente para que salga el sol y lo mate, utilizando sangre artificial como cebo. Gyaos es atraído, pero el plan falla cuando la central eléctrica que suministra electricidad a la plataforma se sobrecalienta y explota.
Después de enterarse de que la autopista sería desviada debido a Gyaos, los aldeanos culpan al director, quien les ordenó resistir. El director le cuenta a Shiro un plan, inspirado por Eiichi, para iniciar un incendio forestal para matar a Gyaos. Gyaos agota el fuego con un vapor amarillo, sin embargo, el fuego atrae a Gamera y enfrenta a Gyaos en un enfrentamiento final. Gamera mata a Gyaos arrastrándolo al cráter del monte Fuji. Mientras las autoridades celebran, Shiro afirma a los aldeanos que se reanudarán los trabajos en la autopista. Eiichi se despide de Gamera mientras se va volando.

## Reparto
- Kojiro Hongo como Shiro Tsutsumi.
- Kichijiro Ueda como Tatsuemon Kanamura.
- Reiko Kasahara como Sumiko Kanamura.
- Naoyuki Abe como Eiichi Kanamura.
- Taro Marui como Mite-no-Tetsu.
- Yukitaro Hotaru como Hachikō.
- Yoshiro Kitahara como Dr. Aoki
- Akira Natsuki como Comandante de la Fuerza de Autodefensa.
- Kenji Oyama como Director de la división de policía.
- Fujio Murakami como Dr. Murakami
- Koichi Ito como Road Director Corporativo.
- Teppei Endo como Director de Asuntos Locales Viales.
- Shin Minatsu como Mitsushige Okabe.
- Teruo Aragaki como Gamera.

## Estreno
Gamera vs. Gyaos se estrenó en Japón el 15 de marzo de 1967.